# ТЕС Маргера-Леванте
ТЕС Маргера-Леванте — теплова електростанція на північному сході Італії у регіоні Венето, провінція Венеція. Модернізована з використанням технології комбінованого парогазового циклу.
У 1965 та 1971 роках на майданчику станції ввели в експлуатацію два конденсаційні енергоблоки з паровими турбінами потужністю по 165 МВт, які були розраховані на споживання нафти. Через кілька десятків років їх модернізували із перетворенням на значно ефективніші парогазові. Спершу у 1992-му запустили дві газові турбіни потужністю по 128 МВт, котрі через котел-утилізатор живили парову турбіну блоку № 1, переноміновану до показника 110 МВт. А в 2001-му змонтували одну газову турбіну потужністю 260 МВт, яка через котел-утилізатор пов'язана із паровою турбіною блоку № 2, переномінованою до показника у 140 МВт. Після модернізації ТЕС перейшла на природний газ.
Окрім виробництва електроенергії, станція постачає пару розташованому поруч нафтохімічному майданчику.
Для охолодження станція використовує воду із Західного промислового каналу (Венеційська лагуна).
Видалення продуктів згоряння конденсаційних блоків відбувалось за допомогою димарів висотою 84 метра. Під час модернізації котли-утилізатори димарів блоку № 1 під'єднали до димарів висотою по 36 метрів, тоді як для блоку № 2 спорудили димар висотою 56 метрів.
У 2019-му власник станції компанія Edison підписала угоду з виробником енергетичного обладнання Ansaldo Energia на спорудження на майданчику нової парогазової ТЕС із блоком потужністю 780 МВт, в якому встановлять газову турбіну GT36. Його загальна паливна ефективність при виробництві електроенергії становитиме 63 %, що має стати найбільшим показником у світі. При цьому існуючий блок № 1 закриють, а блок № 2 буде законсервований та виконуватиме функцію резервного.